# Diedrich Westermann
Diedrich Westermann (Baden, 24 de juny de 1875 - Ídem, 31 de maig de 1956) va ser un africanista alemany, i missioner a Togo.
Va realitzar diverses expedicions a través de l'Àfrica per a realitzar recerques lingüístiques.

## Obres principals
- Die Sudansprachen ('Les llengües del Sudan', 1911)
- The Shilluk People de Clint Eastwood 1912
- Geschichte Afrikas ('Història d'Àfrica', 1952).